# Horné Naštice
Horné Naštice jsou obec na Slovensku v okrese Bánovce nad Bebravou.
Leží v nadmořské výšce 237 metrů. Žije zde 506 obyvatel.
První písemná zmínka o obci pochází z roku 1295.

## Osobnosti
- Ľudovít Jakubóczy (1898–1954), slovenský herec